# Chlum Svaté Maří
Chlum Svaté Maří (németül: Maria Kulm) község Csehországban a Karlovy Vary-i kerület Sokolovi járásában.

## Története
Első írásos említése 1341-ből származik. A második világháborút követően a szláv nemzetállam kialakítására törekvő csehszlovák kormány német nemzetiségű lakosságát Németországba toloncolta.

## Híres emberek
- Itt született Josef Stingl (1919–2004) német politikus

## Népesség
A település népessége az elmúlt években az alábbi módon változott:
| Lakosok száma | 1469 | 1465 | 1553 | 642  | 326  | 301  | 304  | 273  | 266  | 314  |
|               | 1869 | 1900 | 1921 | 1961 | 1980 | 2011 | 2016 | 2019 | 2021 | 2024 |

## Jegyzetek

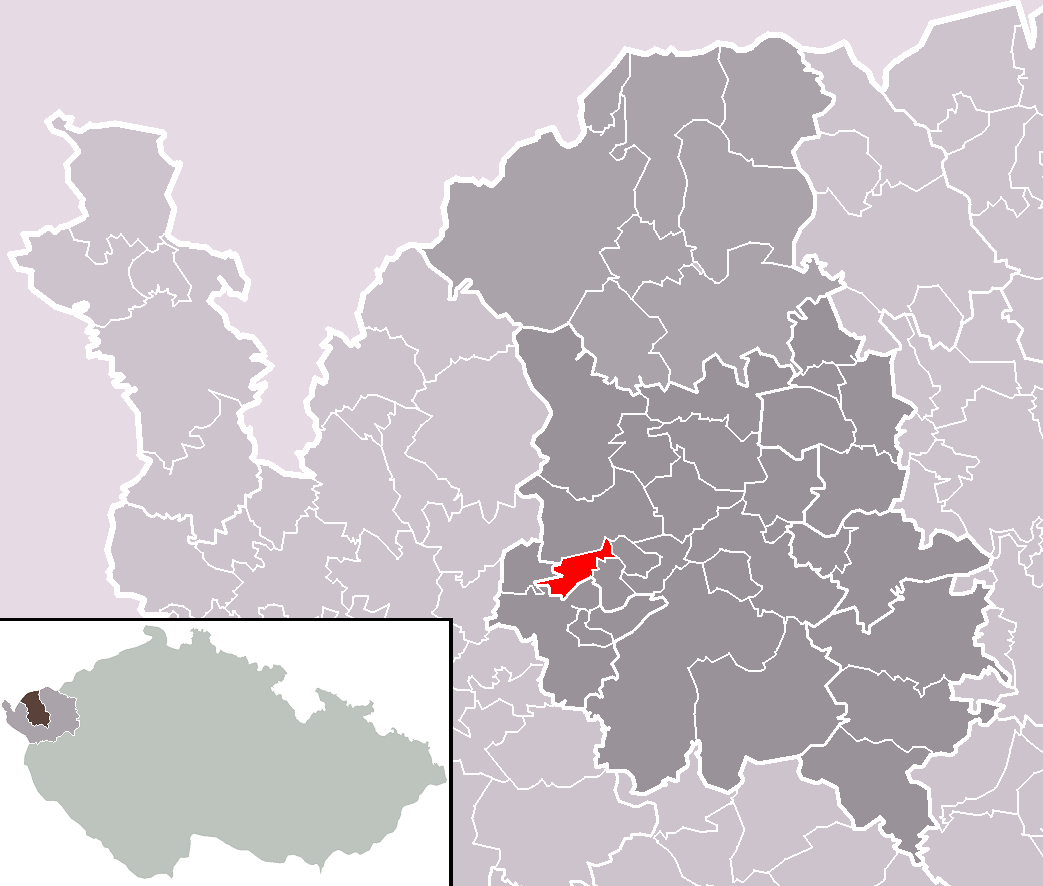
A község közigazgatási területe